# 中国人民解放军档案馆
中国人民解放军档案馆，位于北京市海淀区北洼西里51号，隶属中央军委办公厅保密和档案局，负责保密和档案工作。

## 沿革
1954年，中国人民解放军第一个档案业务管理机构——中央军委办公厅档案处成立。1963年，中央军委决定临时在北京西山建立国防部机关档案馆。1965年3月，中央军委办公厅把收集到的近百万份档案临时存放至国防部机关档案馆，形成了日后的中国人民解放军档案馆的雏形。1969年10月，全部档案转移至陕西省，从此形成了中央军委办公厅的后方档案库———“宝鸡市后字323部队4分队”，在中央军委办公厅称中央军委办公厅后方档案科，在宝鸡兵站称宝鸡兵站保管处第四科。1978年9月，全部档案及人员自陕西省秦岭迁至河南省某地，改由中央军委办公厅直管直控。
1979年6月至1980年7月，中央军委办公厅报请中央军委批准，自全军各大单位借调50位保密档案干部到中央军委办公厅后方档案库开展“整档大会战”，抢救出文革期间的100多万份全军革命历史档案。
1980年2月，中央军委批准中央军委办公厅后方档案库改称中国人民解放军档案馆，9月1日正式对外办公。遵照“前馆后库”的要求，1988年10月，中国人民解放军档案馆自河南省洛宁县迁至北京西山。1999年10月，经中央军委主席江泽民批准，中央军委决定兴建中国人民解放军档案馆新馆。2004年，新馆开馆。
2006年10月11日，中国人民解放军档案馆举行晋升一级馆颁牌仪式。馆长刘英大校从总参谋部办公厅主任林建超少将手中接过了总参谋部颁发的“一级馆”牌匾。
2016年，在深化国防和军队改革中，该馆原上级单位中国人民解放军总参谋部办公厅保密档案局撤销，该馆转隶新成立的中央军委办公厅保密和档案局。

## 历任领导
| 馆长 1. 郑汉浩（1980年10月—？，中央军委办公厅副主任兼） 2. 刘振杰（？—？，中央军委办公厅档案处处长兼） 3. 陈一虹（1982年—1984年） 4. 张金钟（？—？） 5. 李永田 大校（？—2002年） 6. 刘英 大校（2002年6月—2008年） 7. 计英春 大校（2008年—2012年） 8. 徐铭德 大校（2012年—2016年） 9. 徐峰 大校（2016年—） | 政治委员 1. 岳振芳 大校（？—2001年） 2. 张兵 大校（2001年5月—2008年） 3. 孙德飞 大校（2008年—2012年） 4. 邓艳平 大校（2012年—） |